# 안상훈 (법조인)
안상훈(安相勳, 1966년~2023년 7월 15일)는 대한민국의 검사이자 법조인이다.

## 학력
- 1985년 성남고등학교 졸업
- 1989년 연세대학교 법과대학 졸업
- 1992년 연세대학교 법무대학원 졸업

## 경력
- 1991년 제33회 사법시험 합격
- 1994년 제23기 사법연수원 수료, 공군법무관
- 1997년 대구지방검찰청 검사
- 1999년 대전지방검찰청 서산지청 검사
- 2000년 서울지방검찰청 검사
- 2002년 수원지방검찰청 안산지청 검사
- 2004년 울산지방검찰청 검사
- 2005년 중국 정법대학 연수
- 2006년 울산지방검찰청 부부장검사
- 2007년 대구지방검찰청 포항지청 부장검사
- 2008년 창원지방검찰청 특수부장검사
- 2009년 대구지방검찰청 형사4부장검사
- 2009년 8월 수원지방검찰청 안산지청 3부장검사
- 2010년 8월 대검찰청 과학수사담당관
- 2011년 9월 의정부지방검찰청 형사3부장검사
- 2012년 7월 서울동부지방검찰청 형사3부장검사
- 2013년 4월 부산지방검찰청 동부지청 형사1부장검사
- 2014년 1월 서울고등검찰청 검사
- 2015년 2월 청주지방검찰청 영동지청장
- 2016년 1월 대전고등검찰청 검사
- 2016년 법무법인 산우 변호사(서울회)
- 2016년~2023년 7월 법무법인 대호

## 같이 보기
- 윤석열 - 제23기 사법연수원 동기. 제20대 대한민국 대통령